# Julia (TOKIO의 노래)
〈Julia〉는 TOKIO의 12번째 싱글이다.

## 설명
- 〈Julia〉는 NTV계 월요일 드라마 《정의의 아군》 오프닝 곡으로 타이업되었다.
- 〈あたってくだけろ!〉는 후마키라 TV-CM 곡으로 타이업되었다.

## 수록곡
1. Julia
  - 작사·작곡·편곡 : 조·리노이에
2. あたってくだけろ!
  - 작사 : 오카베 마리코 / 작곡 : 바바 이치요시 / 편곡 : 코마가타 히로유키
3. Julia（オリジナルカラオケ）
4. あたってくだけろ!（オリジナルカラオケ）